# Garde de la Knesset
La garde de la Knesset est une organisation responsable de la protection des membres de la Knesset et du bâtiment de la Knesset.
Le 29 octobre 1957, Moshe Dwek lance une grenade lors d'une séance plénière de la Knesset. Le ministre Haim-Moshe Shapira, le Premier ministre David Ben Gourion et la ministre des Affaires étrangères Golda Meir sont blessés. À la suite de cet attentat, la police israélienne décide de créer la Garde de la Knesset en 1958.
Les gardes, armés de fusils Tavor et Galil, protègent l'extérieur tandis que les huissiers maintiennent l'ordre interne. La garde joue un rôle dans la cérémonie annuelle du Yom Hazikaron au mont Herzl, la veille du Yom Ha'atzmaout.